# トマス・リンチ・ジュニア
トマス・リンチ・ジュニア（英: Thomas Lynch, Jr.、1749年8月5日 - 1779年）は、現在のアメリカ合衆国サウスカロライナの代表としてアメリカ独立宣言に署名した者の一人である。
リンチはウィンヨーのプリンスジョージ郡、現在ではサウスカロライナ州ジョージタウン郡で、名前も同じトマス・リンチ (1727-1776)の息子として生まれた。ジョージタウンのインディゴ協会学校で学び、イギリスに渡ってイートン・カレッジとケンブリッジ大学のゴンヴィル・アンド・キーズ・カレッジで学んだ。ロンドンでは法律を学び、1772年にアメリカに戻った。1775年に第1サウスカロライナ連帯の中隊指揮官となり、また大陸会議代表にも選ばれた。アメリカ独立宣言に署名した後の1776年の暮れに病気になり、妻と共に西インド諸島にむけて航海に出た。その船が海上で姿を消し、見つかることはなかった。
その呪われた航海に出る前にリンチは遺書を作った。その遺書には女性の相続人はリンチ家の資産を相続するために姓をリンチに改めなければならないとしていた。家族の地所ホプスウィーは今もサウスカロライナ州にある。リンチは一人っ子だった。
リンチの継父はサウスカロライナ州知事ウィリアム・ムールトリーである。甥もサウスカロライナ州知事ジェイムズ・ハミルトン・ジュニアである。祖父のジョナス・リンチは、オレンジ公ウィリアムのアイルランド戦争で敗北した後にアイルランドを追放されたゴールウェイのリンチ家の出身だった。